# District de Vĩnh Bảo
Vĩnh Bảo est un district rural de Haïphong dans le delta du fleuve Rouge au Viêt Nam. 

## Géographie
La superficie du district est de 181 km2. 